# Causse-Bégon
Causse-Bégon – miejscowość i gmina we Francji, w regionie Oksytania, w departamencie Gard.
Według danych na rok 1990 gminę zamieszkiwały 23 osoby, a gęstość zaludnienia wynosiła 3 osoby/km² (wśród 1545 gmin Langwedocji-Roussillon Causse-Bégon plasuje się na 876. miejscu pod względem liczby ludności, natomiast pod względem powierzchni na miejscu 876.).